# Fläckryggig myrvireo
Fläckryggig myrvireo (Herpsilochmus dorsimaculatus) är en fågel i familjen myrfåglar inom ordningen tättingar.

## Utbredning och systematik
Fågeln förekommer i östligaste Colombia, södra Venezuela och nordvästra Amazonområdet i Brasilien. Den behandlas som monotypisk, det vill säga att den inte delas in i några underarter.

## Status
IUCN kategoriserar arten som livskraftig.